# Jan František Kryštof z Talmberka
Jan František Kryštof z Talmberka, znany także jako Johann Franz Christoph von Talmberg (ur. 31 grudnia 1644 r. Ratajach nad Sázavou; zm. 3 kwietnia 1698 r. w Chraście) – czeski duchowny kościoła katolickiego, biskup ordynariusz hradecki od 1676 roku.

## Życiorys

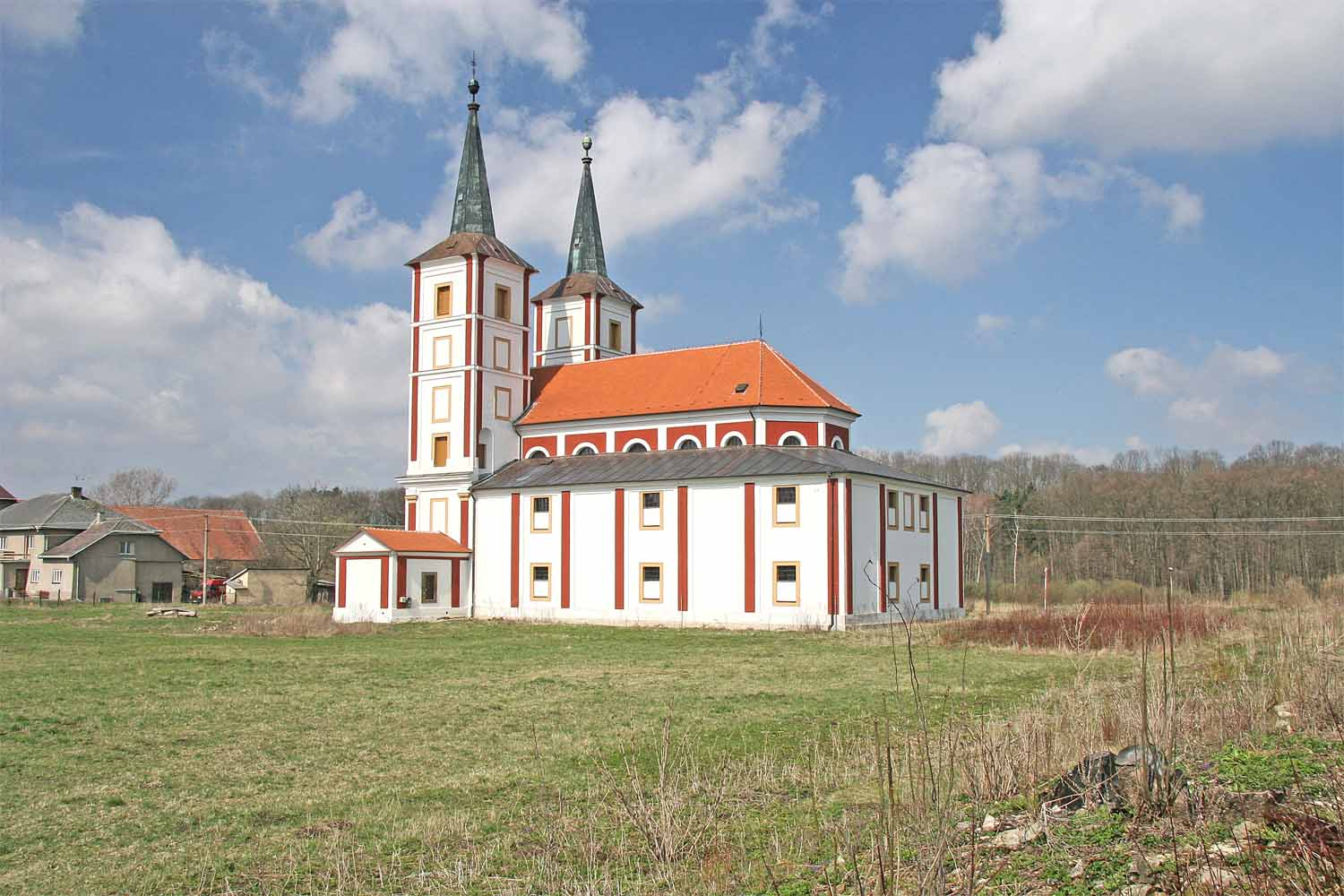
Kościół św. Małgorzaty Antiochijskiej (1696–1721), w którym pochowano biskupa

Urodził się w 1644 roku w Ratajach nad Sázavou w środkowych Czechach jako syn królewskiego urzędnika Franza Wilhelma von Talmberga oraz jego żony Urszuli Katarzyny z domu Pappenheim. Wczesne lata jego życia oraz wykształcenie nie jest dobrze udokumentowane źródłowo. Wiadomo, że po przyjęciu święceń kapłańskich w 1669 roku został kaznodzieją przy archikatedrze św. Wita, Wacława i Wojciecha w Pradze, a następnie dziekanem opactwa św. St. Apollinarego w Pradze i kanonikiem w Ołomuńcu. Związał się tam z dworem cesarskim na Hradczanach.
Po przeniesieniu bpa Johanna Friedricha von Waldsteina na urząd prymasowski cesarz Leopold I Habsburg nominował go nowym biskupem ordynariuszem diecezji Hradec Kralove. Papieskie zatwierdzenie tej decyzji miało miejsce 19 października 1676 roku. Jego konsekracja biskupia odbyła się 3 stycznia następnego w roku a praskiej archikatedrze. Mimo konsekracji nie przybył do stolicy biskupstwa z oficjalnym ingresem. Zrobił to dopiero pod naciskiem papieża Innocentego XI 23 października 1677 roku.
Mimo trudności finansowych oraz oporów jakie napotkały go ze strony władz miejskich Hradec Kralove, które nie godziły się na ograniczenie swoich przywilejów, udało mu się rozbudować kurię biskupią, a także przeprowadzić po raz pierwszy wizytację kanoniczną obszaru diecezji. Zmarł w 1698 roku na zamku w Chraście mając zaledwie 53 lata Został pochowany w kościele św. Małgorzaty Antiochijskiej w Podlažicach, który sam ufundował.